# Sheila Allen (Soziologin)
Sheila Allen (* 2. November 1930 in Gilberdyke; † 16. Januar 2009 in Halifax) war eine britische Soziologin, die als Professorin an der University of Bradford forschte und lehrte. Dort gründete sie das Bradford Ethnicity and Social Policy Research Centre und gilt als die erste die den Begriff des institutionellen Rassismus in einem britischen Kontext verwendet hat. 1975 bis 1977 amtierte sie als Präsidentin der British Sociological Association.
Nach dem Besuch des Gymnasiums in Sleaford erhielt Allen ihre akademische Ausbildung an der London School of Economics and Political Science. 1972 wurde sie zur ersten Professorin für Soziologie an der neuen Universität in Bradford ernannt.

## Schriften (Auswahl)
- Herausgegeben mit Carole Truman: Women in business. Perspectives on women entrepreneurs. Routledge, London/New York 1993, ISBN 0-415-06311-6.
- Herausgegeben mit Diana Leonard: Sexual divisions revisited. St. Martin’s Press, New York 1991, ISBN 0-312-05210-3.
- Mit Carol Wolkowitz: Homeworking. Myths and realities. Macmillan Education, Houndsmills 1987, ISBN 0-333-42364-X.
- New minorities, old conflicts. Asian and West Indian migrants in Britain. Random House, New York 1971, ISBN 0-394-31477-8.